# 若葉台 (稲城市)
若葉台（わかばだい）は、東京都稲城市の地名。現行行政地名は若葉台一丁目から若葉台四丁目。面積は1.318km2。郵便番号は206-0824。

## 地理
東京都稲城市西部に位置する。東京都稲城市役所や市立病院や中央図書館のある稲城主要エリアからは離れており、神奈川県川崎市麻生区と親和性の強い地域である。京王電鉄京王相模原線若葉台駅の住所と南口方面は神奈川県川崎市麻生区にあたる。若葉台と名のつく集合住宅が多いが、住所は神奈川県川崎市麻生区であることが多い為に東京都稲城市民になりたい人は注意が必要である。また東京都稲城市長峰にも若葉台を冠する住宅街と集合住宅が存在する。
なおSOCOLA若葉台とプラウドシーズン若葉台は若葉台とつくが住所は東京都稲城市坂浜にあたる。
地域内は多摩ニュータウンとして東京都稲城市向陽台、東京都稲城市長峰の次に開発された地域で、街開き当初は「ファインヒルいなぎ街づくり館」とスーパーマーケットやホームセンター・コンビニエンスストアなど最小限の商業施設のみであった。しかし、2004年（平成16年）から新たな商業施設の建設や計画が相次いで進行している。また、街の人口の増加と共に「地区センター」に相応しい住民サービス施設が整備されつつある。駅近くのデザインに趣向を凝らした小・中学校や、若葉台公園、みはらし緑地などにつながる歩行者専用道路が整備され各住居エリアと結んでいる。みはらし緑地からは、天気が良く空気の澄んだ日には新宿副都心の高層ビル群や、横浜みなとみらい21地区のランドマークタワーなどを一望することができる。
2009年（平成21年）10月18日にiプラザ（若葉台文化センター）が開館（先述の「ファインヒルいなぎ街づくり館」を取り壊した跡に建設）。定員410人のホールをはじめ、スタジオ、会議室、実習室、児童・青少年を対象としたプレイルーム、創作室、図書館、若葉台出張所、などが入る複合施設である。
よく間違えられているが京王相模原線若葉台駅は関東の駅百選を受賞し、神奈川県横浜市旭区の若葉台がかながわのまちなみ100選を受賞している。
東京都稲城市で都市景観100選を受賞したのは向陽台の住宅街のみである。
若葉台地区の開発は一通り終了している。

### 地価
住宅地の地価は、2014年（平成26年）1月1日の公示地価によれば、若葉台4丁目16番3の地点で18万円/m2となっている。

## 歴史
元は坂浜の一部であったが、多摩ニュータウン最終開発地区として、1999年（平成11年）3月に街開きし、それまでの東京都稲城市坂浜から若葉台へと変更。以来、民間事業による開発を中心とした住宅開発が進んでいる。

## 世帯数と人口
2017年（平成29年）12月1日現在の世帯数と人口は以下の通りである。
| 丁目         | 世帯数    | 人口     |
| ------------ | --------- | -------- |
| 若葉台一丁目 | 1,258世帯 | 3,913人  |
| 若葉台二丁目 | 1,034世帯 | 2,888人  |
| 若葉台三丁目 | 925世帯   | 2,652人  |
| 若葉台四丁目 | 831世帯   | 2,491人  |
| 計           | 4,048世帯 | 11,944人 |

## 小・中学校の学区
市立小・中学校に通う場合、学区は以下の通りとなる。
| 丁目         | 番地       | 小学校                 | 中学校                 | 備考                                                                   |
| ------------ | ---------- | ---------------------- | ---------------------- | ---------------------------------------------------------------------- |
| 若葉台一丁目 | 1〜18番地  | 稲城市立稲城第二小学校 | 稲城市立稲城第二中学校 | 以下の学校と選択可能。 ・稲城市立若葉台小学校 ・稲城市立稲城第六中学校 |
| 若葉台一丁目 | 37〜73番地 | 稲城市立長峰小学校     | 稲城市立稲城第六中学校 |                                                                        |
| 若葉台一丁目 | その他     | 稲城市立若葉台小学校   | 稲城市立稲城第六中学校 |                                                                        |
| 若葉台二丁目 | 16〜22番地 | 稲城市立稲城第二小学校 | 稲城市立稲城第二中学校 | 以下の学校と選択可能。 ・稲城市立若葉台小学校 ・稲城市立稲城第六中学校 |
| 若葉台二丁目 | その他     | 稲城市立若葉台小学校   | 稲城市立稲城第六中学校 |                                                                        |
| 若葉台三丁目 | 全域       | 稲城市立若葉台小学校   | 稲城市立稲城第六中学校 |                                                                        |
| 若葉台四丁目 | 全域       | 稲城市立若葉台小学校   | 稲城市立稲城第六中学校 |                                                                        |

## 施設

### 会社
- テレビ朝日「テレビ朝日若葉台メディアセンター」[7][8]

### スーパー
- ロピア若葉台店（コープみらい若葉台店跡地にオープン）
- ヤオコーフレスポ若葉台店（フレスポ若葉台内）
- スーパー三和若葉台店

### 複合施設
- フレスポ若葉台
- フレスポ若葉台East
- アクロスプラザ若葉台
- アクロスプラザ若葉台東
- クリニックモール若葉台

### 飲食店
- すき家
- 餃子の王将
- 長崎ラーメン西海製麺所
- 和パスタポポラマーマ
- ピッツェリア馬車道 稲城若葉台店
- 味ん味ん 稲城若葉台店
- ゴクチープラス
- かっぱ寿司 アクロスプラザ若葉台店
- とんかつ 和幸 アクロスプラザ若葉台店
- カフェ・ド・クリエ フレスポ若葉台店
- バードランド（閉店）
- 半田屋 フレスポ若葉台店（閉店）
- 居酒屋革命　若葉台店（閉店）
- モグモグドーナツ（閉店）
- 元祖マルイ堂ドーナツ（閉店）
- マクドナルド若葉台三和店（閉店）
- ジャミジャミバーガー若葉台店（閉店）
- 包王 若葉台店 （閉店）
- 利休庵（閉店）
- モリバコーヒー フレスポ若葉台店（閉店）
- Kitchen & Bar Swim（閉店）
- 本家かまど家 稲城若葉台店 （閉店）
- グラッチェガーデンズ 京王若葉台駅前店（2020年11月1日閉店）

### その他
- ホームセンター ユニディ 若葉台店
- コーチャンフォー　若葉台店
- 蔦屋書店 稲城若葉台店
- ファミリーマート　若葉台駅前店
- ファミリーマート　若葉台一丁目店
- セブン-イレブン 稲城若葉台３丁目店
- ツルハドラッグ　フレスポ若葉台店
- ウエルシア稲城若葉台アクロスプラザ店
- サンドラッグ　稲城若葉台店
- ケーズデンキ　稲城若葉台店
- ピーシーデポ スマートライフ 稲城若葉台店
- ヤマダデンキ テックランド稲城若葉台店
- ノジマデンキ　フレスポ若葉台イースト店
- トレジャーファクトリー　フレスポ若葉台イースト店
- BANKAN（和服）
- ビジョンメガネ（眼鏡）
- らくーね（リラクゼーション・整体）
- カムイ（スポーツ用品）

- ザ・ダイソー
- コルモピア（ファミリーカジュアル）
- サンクス（閉店）
- 魚松（鮮魚店）（閉店）
- AKドラッグ　三和若葉台店（閉店）
- ハニーズ（レディース）(閉店)
- パステル（バラエティグッズ）(閉店)
- ハローズガーデン（キッズアミューズメント）（閉鎖）
- テンハット＆レピール（ファミリーカジュアル）(閉店)
- アモ・スタイル アウトレット（ランジェリー）(閉店)
- アミーゴ書店　フレスポ若葉台店（閉店）
- 京王電鉄若葉台検車区(敷地の一部は川崎市麻生区)

### 学校
- 稲城市立若葉台小学校
- 稲城市立稲城第六中学校

### 銀行
- きらぼし銀行 若葉台支店

### 公園
- 若葉台公園

- 上谷戸親水公園

### 集合住宅
- UR多摩ニュータウンビューコート若葉台
- 若葉台パークヒルズ
- 若葉台ワルツの杜
- 若葉台ワーズワースの丘
- ファインストーリア
- 若葉台ザ・レジデントパークス
- クレヴィア若葉台パークナード
- ロイヤルパークス若葉台
- ウェリス若葉台
- オーベル若葉台ヒルズ
- ダイヤモンドライフ若葉台（シニア向けマンション）

### 病院
- 稲城台病院
- 若葉台クリニック

## 交通
鉄道
神奈川県川崎市麻生区にある京王電鉄相模原線若葉台駅が最寄り駅である。
バス
- iバス（稲城市循環バス）
- 京王バス
- 小田急バス
- 神奈川中央交通
- 東京空港交通
- 小田急シティバス若葉台営業所（閉鎖）

## その他

### 警察
警察の管轄区域は以下の通りである。
| 番・番地等                 | 警察署         | 交番・駐在所   |
| -------------------------- | -------------- | -------------- |
| 全域（一丁目25番地を除く） | 多摩中央警察署 | 若葉台駅前交番 |
| 一丁目25番地               | 多摩中央警察署 | 長峰駐在所     |